# Дорогуша
Дорогуша — деревня в Кирилловском районе Вологодской области.
Входит в состав Николоторжского сельского поселения, с точки зрения административно-территориального деления — в Волокославинский сельсовет.
Расстояние до районного центра Кириллова по автодороге — 33,2 км, до центра муниципального образования Никольского Торжка по прямой — 7 км. Ближайшие населённые пункты — Большое Осаново, Большое Коровино, Лукьяновская.
По переписи 2002 года население — 10 человек.

## Известные уроженцы и жители
- Сизов, Александр Фёдорович (1905—1962) — генерал-майор, советский разведчик.